# Millardia kathleenae
Millardia kathleenae is een knaagdier uit het geslacht Millardia dat voorkomt in Midden-Myanmar. Waarschijnlijk komt dit dier alleen voor in het droge midden van Myanmar, waar het wel vrij algemeen is.
Millardia gleadowi · Millardia kathleenae · Millardia kondana · Millardia meltada